# カミヤドリ
『カミヤドリ』は、三部けいによる日本の漫画作品。続編に『神宿りのナギ』（かみやどりのナギ）がある。

## 概要
人間を怪物に変えてしまう「カミヤドリ」と呼ばれるウイルスと人間の戦いを描いたアクション作品。連載開始当初は多くの伏線を張りつつも、ひたすらに化け物退治を行っていたが、話が進むにつれカミヤドリを利用するテロリストの登場や、カミヤドリに関する謎解きの要素も加わってくる。しかし連載中期から過去編に突入し、主人公達の生い立ちや仲間との出会い、カミヤドリを殺すことに対する葛藤を抱いた経緯など伏線の一部が回収され、話が現代に戻ったところでいったん連載が終了した。
『月刊少年エース』（角川書店）に2003年9月号から2006年3月号まで連載された。全5巻。
その後、主人公を変更しタイトルを『神宿りのナギ』（かみやどりのなぎ。）に変えて、前作の数ヶ月後を舞台にした続編を『エースアサルト』において連載を開始する。同雑誌の廃刊に伴い『月刊少年エース』に移籍し、2009年10月号から2010年11月号まで連載された。こちらは全3巻。

## ストーリー
人や物を異形の怪物へと変えてしまう謎のウイルス「カミヤドリ」。それを駆逐するためには体内のウイルスを感染者ごと殺すしかない。公安の対カミヤドリ専門特殊部隊「特捜（スカッドラ）」は、多くの人を守るためカミヤドリと化したかつての「人間」に銃を向ける。
カミヤドリ現代編
特殊能力を持つライトアームズの隊員ジラルドが、謎の少女ヴィヴィと共に事件解決に奔走する。ある時、指揮官のアリサの元に「赤い雪」が降る事件が起きた情報が入った事から、ジラルドはアリサが用意した特捜の仲間と共に調査に向かう。その中に、過去に60人の仲間を殺し死刑宣告を受けたが、特捜に引き抜かれた元軍人のクレボルトもいた。クレボルトは過去に今回と同じ事件が起きた事と、その原因が義理の息子でカミヤドリの実験体として連れて行かれたアゾートによる物だったと語る。事件を解決したジラルド達はシティに戻るが、行方不明のアゾートについて考えをめぐらせる。
カミヤドリ過去編
幼少期のアリサがジラルドとその妹ベニや友人キャロスと出会い親交を深めていく。ジラルド、アリサ、キャロスが特捜に入る経緯が語られた後、大人になったジラルド達が活動する中で起きた事件によって、ベニの死、キャロスとの関係の悪化と死、ジラルドとヴィヴィの出会いを経て現代に戻る。
神宿りのナギ編
ライトアームズの殉職が続発する中、新米隊員のナギが拉致された重要人物捜索の為、単独行動していたヴィヴィと共に情報提供者の元に向かう。

## カミヤドリ
表題となっている本作の象徴的な存在。ほぼあらゆるモノに感染し「発症者（リヴィレイタ）」を怪物に変えるウイルス。成体は巨大な怪物の姿をしているものが多いが、宿主の姿を維持したものもいる。
カミヤドリが発症した人間は精神が乗っ取られ、自分の中に何かが入り込んでくる感覚に襲われ、そのまま人間としての精神は消滅する。そのため発症者は抹殺する以外に助ける方法が無い。カミヤドリは互いに共鳴しており、成体となったカミヤドリの近くに感染者が長くいると共鳴の作用で発症しやすくなる特徴があり、他の未成体のカミヤドリや感染者を操ることもできる。知性もそれなりに高く、経験を積むことで道具を使いこなし、高い戦術姓を持った戦闘が可能になる。しかしあくまでも宿主の知識や能力を利用した自己防衛本能的なもので、知的生命体とは呼ばれない。生命力も非常に強く、傷を負っても体内のウイルスが損傷した肉体を修復しようとする性質があり、通常の方法では殺すことができない。ただしカミヤドリは宿主の生体機能を利用して生きている代わりに、その宿主の脳や心臓などを「核（コア）」としており、火や特殊な武器によって「核」を破壊されると死亡する。カミヤドリに感染したものが死亡すると炭化して消し炭となる。
感染力も強く、人はもちろんあらゆる動植物に感染し、宿主の体を「核」として建物や音までも触媒にして成長していく。「感染者（インフェクタ）」の血液にわずかに触れるだけでも接触感染で伝染する場合がある。発症者に体を直接掴まれたり体液を大量に浴びたりすると即時発症（＝怪物化）する事もあるが、完全に発症していなければ薬で抑える事もできる。ただし根本的な治療法は確立されておらず、抑制するにとどまっている。「抑制薬（サプレス）」は市販されておらず安価ではないため、非合法の薬に頼る者も多いが、これは体内でウイルスの増殖を完全に抑えることができないため突然発症することもあり、問題になっている。

### 右腕（ライトアームズ）
本作のもうひとつの象徴。作中では「右腕」と書かれ、「ライトアームズ」とルビが振られている。本頁では「みぎうで」と区別するため、能力者としての呼び方はカタカナ表記に統一する。公安に配備されている、意図的に右腕にカミヤドリを感染させ、薬と特殊な術式で刻印を施し、その力を引き出す力を持った「カミヤドリと共生している人間」。右腕の能力が強化されており、カミヤドリ同士の共鳴現象を利用し、近くにいるカミヤドリを探知すると共に、カミヤドリのみを的確に攻撃することができる。これは本能的なものであり、右手に武器を持っていれば自己防衛本能を発揮し、ライトアームズ本人の意思に関係なく、恐ろしいまでの速度、精度で自動的に動く。カミヤドリに対して右腕を使うと、右手の刻印、通称「ルナ・アイ」から光が発せられ、空中に残像が残る。これは開放したカミヤドリを瞬間的に抑制させるためのモノだが、詳しい原理は不明。
ライトアームズ自身が感染者であるため、抑制薬の定期投与は欠かせず、四肢の一部を失うなど体の一部に甚大な損傷を受けると、カミヤドリが肉体を修復させるために過剰な再生能力を発揮させ、その過程で宿主の肉体、精神を乗っ取ってしまう危険性があるため、いわば諸刃の剣であり、それゆえ彼らに与えられる任務の達成条件には彼ら自身の生還が含まれてはおらず、発症しそうになると仲間に命を絶ってもらう必要がある。
ライトアームズになるためには公安に所属し、カミヤドリとの肉体的な相性を調べる適性検査に志願する必要がある。検査を行って受かればライトアームズになるための処置が施されるが、受かる確率は20 - 25分の1程度。ウイルスとの相性は変化しないため、検査結果は何度やっても変わらない。

### その他の能力者
巫女（サーチャー）
管制局（カテドラル）と呼ばれる機関で機械につながれた能力者の女性。発症者を発見し続けるために広範囲探知を行なっている。人数は1人。常に眠っているかのような描写がなされ、報告は口寄せを通して行われているが、詳細は不明。額に閉じたルナ・アイ、通称「クローズド・アイ」が刻まれている。
口寄せ（トーカー）
人為的にカミヤドリに感染させられた黒髪の少女達。人数は4人。直接話すことができない巫女に代わり、発見した発症者の情報を何らかの方法で受け取り、直接報告する役割を持つ者。作中ではテレパシーの様な描写がされている。基本的に巫女が感知した事を報告することが役割だが、口寄せ本人にもカミヤドリの位置をある程度察知する能力は備わっている。
偽者（フェイクス）
犯罪者として活動している未確認能力者達に、公安がつけた仮称。ライトアームズと同じようにカミヤドリに感染しても発症する事無く、カミヤドリの力によって能力が強化された人間。正規の方法で処置した訳ではなく、感染後に「非合法抑制剤（イリーガルサプレス）」によって発症を抑制した結果、偶然特殊能力を手に入れた者達で、右腕以外の能力が強化された者もいる。
茎（ストークス）
公安のカミヤドリ研究者Dr.ウルベルによって技術確立された、ライトアームズの進化系とも言える存在。脳幹にウイルスを集中させ、ライトアームズよりも優れた能力を発揮する。ただし適正者はさらに少なく、1万人に1人の割合でしか適合しないと推測されている。

## 世界観
舞台のモデルになった国はネパール。文化や技術レベルは21世紀初頭の日本に近く、ヘリコプターが使われ、携帯電話を使用している姿があり、共通通貨は円である。カツ丼など日本に馴染みのある物も多数登場している。多民族国家を形成しており、民族差別が横行し貧富の差も激しく、町の郊外にはスラムが形成され、地方の村では異民族が独自の言語や通貨を使って生活している風景も存在する。国名は明かされておらず、国境の外はカミヤドリに占拠された状態のため、立ち入りできる状態ではない。そのため、国家としての機能を維持している国が他に現存するか確認不可能であり、外交は存在していない。
季節によって、カミヤドリのウイルスが含まれた雪の降る「万聖節（ホーリー）」と呼ばれる現象が定期的に起こっている。一般人がこの雪に触れたり飲んだりしても感染することは無いが、既に感染している者の発症率が高くなる。通常は白い雪が降るが、非公式記録に赤い雪が降ったとされるものもある。この他に「降聖節（スコール）」と呼ばれるものもあるが、詳細は不明。

### 用語
特捜（スカッドラ）
正式名称「公安特殊捜攻隊」。国内の治安維持に関する活動全般を行っている公安の中でも、特に対カミヤドリ専門に組織された部隊。各班ごとにコマンダーと呼ばれるリーダーを中心に十数名の隊員が在籍し、それとは別に遊撃手としてライトアームズが1 - 2名配備されている。戦闘手段が特殊なため、組織戦に向かないライトアームズが自分の補佐のために個人的に雇用している人物も特捜と同様に扱われている。
ロジェク人
褐色の肌を持つ異民族。かつては北方に存在したロジェク王国に住んでいたが、カミヤドリの出現によって国が滅び流浪の民となり、住処を求めて原住民と激しい衝突をした結果、現在では人々から忌み嫌われている。
また、カミヤドリに対抗する術を初めて編み出した民族でもある。

## 主な登場人物
ジラルド
『カミヤドリ』の主人公。二つ名は左利き（レフティ）。
鋏（シザーズ）と呼ばれる特殊な銃を使うライトアームズの男。自分の意志の及ばない右腕の共鳴能力で感染者を殺すことを良しとせず、左手に銃を持って発症現場に臨むことから、左利き（レフティ）の二つ名がついた。以前は発症現場では助かる見込みのある発症者も見境なく殺していたため、狂気の右腕（マッドライティ）と呼ばれていた。
ヴィヴィ
もう一人の主人公。二つ名は小道具（ガジェット）。
ロジェク人の少女。ジラルドの相棒。常識に疎く残飯をあさるなどの奇行が目立つ。孤児に服を貸し与えたため、以降はジラルドの上着を着て行動する。
感情表現が乏しいが、驚異的な身体能力と戦闘能力を持つ。他者の行動を高い精度でリピートできる特技がある。
アリサ
特捜の指揮者でジラルドの恋人。元、口寄せ（トーカー）。
ナギ
二つ名は影刻み（シャドゥメーカー）。
『神宿りのナギ』の主人公。天才的な射撃の腕を持つライトアームズの少年。
キャロス
二つ名は狂犬（マッドドッグ）。
かつてジラルドの相棒だったライトアームズ。死亡したと思われていたが、調査部に入り、極秘に活動している。
ウルベル
軍医（ドク）と呼ばれる。カミヤドリを研究するため、軍から公安に移ったライトアームズ。

## 単行本
レーベルは角川コミックス・エース。
カミヤドリ
1. 2004年3月1日発売 ISBN 4-04-713607-7
2. 2004年8月1日発売 ISBN 4-04-713652-2
3. 2005年1月26日発売 ISBN 4-04-713700-6
4. 2005年8月26日発売 ISBN 4-04-713744-8
5. 2006年3月25日発売 ISBN 4-04-713804-5

神宿りのナギ
1. 2008年12月26日発売 ISBN 978-4-04-715154-3
2. 2009年9月25日発売 ISBN 978-4-04-715532-9
3. 2010年10月26日発売 ISBN 978-4-04-715546-6